# Platja del Gurugú
|  | Aquest article tracta sobre la platja de Castelló de la Plana. Si cerqueu la de Benicarló, vegeu «Platja del Gurugú (Benicarló)». |

La platja del Gurugú és una platja pertanyent al terme municipal de Castelló de la Plana. Se situa al nord de la platja del Pinar i al sud de la platja del Serradal.
En aquesta platja es troba la desembocadura del riu Sec.